# Videogiochi de I Cavalieri dello zodiaco
Dalla loro nascita i Cavalieri dello zodiaco hanno ispirato diversi videogiochi di combattimento e strategia per varie console e PC, tutti i videogiochi sono basati sui personaggi della serie classica anni 80.
La maggior parte dei giochi sono usciti solo in Giappone (specialmente i primi), alcuni sono usciti anche in Europa (specialmente gli ultimi videogiochi sulla saga di Hades), ma nessuno è uscito ufficialmente nel mercato statunitense. I giochi per PS2, PS3, PS4 per cellulari e online sono stati lanciati oltre che in Europa anche in Cina e Brasile.

## Saint Seiya: Ougon Densetsu
Picchiaduro a scorrimento e gioco di ruolo uscito nel 1986 per NES.
Il giocatore gioca con Pegasus e gli altri Cavalieri di bronzo portandoli a conquistare l'armatura ed altri combattimenti fino a sconfiggere i Cavalieri d'argento.

### Saint Seiya: Ougon Densetsu Kanketsu Hen
Picchiaduro a scorrimento e gioco di ruolo uscito nel 1988 per NES.
È la continuazione del gioco precedente: il giocatore gioca con Pegasus e gli altri Cavalieri di bronzo per sconfiggere i dodici Cavalieri d'oro e il Grande Sacerdote Arles.

### Saint Seiya: Ougon Densetsu Hen Perfect Edition
Picchiaduro a scorrimento e gioco di ruolo uscito nel 2003 per WonderSwan Color.
È il remake del videogioco Saint Seiya: Ougon Densetsu per NES, che si distingue dall'originale per l'aggiunta di animazioni e di qualche dialogo, eliminazione di alcuni combattimenti (ad esempio contro i Cavalieri neri) ed un miglioramento della grafica.

## Saint Paradise
Gioco di ruolo uscito nel 1992 per Game Boy.
Il giocatore gioca con Pegasus e gli altri Cavalieri di bronzo in versione super deformed percorrendo tutta la serie animata (esclusa la parte di Asgard) dalla fine della Guerra Galattica fino alla saga di Nettuno, cercando di sconfiggere tutti i nemici che incontra.

## Saint Seiya Typing Ryusei Ken
Gioco di ruolo e a quiz uscito nel 2003 per PC.
Il giocatore gioca con Pegasus e gli altri Cavalieri di bronzo portandoli a conquistare l'armatura ed altri combattimenti fino a vincere la Guerra Galattica e a sconfiggere i Cavalieri d'oro e il Grande Sacerdote Arles. Tutto il gioco è gestito con la tastiera, e i combattimenti si basano sulla velocità di digitazione di alcune frasi.

## PlayStation 2
Dopo l'uscita della serie animata di Hades sono usciti parallelamente anche due videogiochi per la PlayStation 2.
Il primo videogioco ispirato alla saga delle 12 case dei cavalieri d'oro, mentre il secondo proprio alla serie di Hades.

### I Cavalieri dello zodiaco - Il Santuario
Picchiaduro a incontri uscito nel 2005 per PS2.

### I Cavalieri dello zodiaco - Hades
Picchiaduro a incontri uscito nel 2006 per PS2.

## PlayStation 3
Sono usciti in totale (rispettivamente nel 2011 e nel 2013) due giochi per PlayStation 3 ispirati ai Cavalieri dello zodiaco. Nel dettaglio:

### I Cavalieri dello zodiaco - Cronache di guerra
Noto in patria come Saint Seiya Senki, ed internazionalmente come Saint Seiya: Sanctuary Battle è il primo gioco per PS3 ad essere commercializzato. Pubblicato prima per il mercato giapponese e (nel 2012) successivamente su quello europeo e brasiliano. Di genere action e picchiaduro ad incontri ripercorre la storia della battaglia delle Dodici Case, più varie missioni dedicate ai singoli personaggi.

### Saint Seiya: Brave Soldiers
Picchiaduro Bandai uscito nell'autunno 2013 per il mercato giapponese, europeo e brasiliano. È il primo picchiaduro a comprendere la modalità storia con i personaggi della serie TV del 1987 e delle serie OAV Hades seguendo la trama del manga. Il gioco comprende infatti solo i capitoli delle 12 case, il capitolo di Nettuno e quello di Hades.

## PlayStation 4 e PC
Saint Seiya: Soldiers' Soul (videogioco picchiaduro in CGI per PS3, PS4 e PC, contiene tutte le 4 saghe dell'anime classico anni 80 con relativi personaggi ed introduce corazze tratte da Soul of Gold, uscito nel 2015-16.

## Videogiochi portatili
Sono stati realizzati anche dei videogiochi portatili con il gioco nella memoria del dispositivo.

### Explode, Pegasus Ryuseiken
Gioco del 1987, bisogna controllare Pegasus e farlo lottare contro Phoenix per salvare la dea Atena.

### Sanctuary Armageddon
Gioco del 1988, è ambientato al Grande Tempio, dove il giocatore manovra Pegasus contro Cancer, Ioria e Scorpio finché non riesce a vincere 15 round.

### Burn! Seven Sense
Gioco del 1988, è ambientato ad Asgard, qui il giocatore controlla Pegasus e dovrà affrontare Hilda di Polaris, cercando di evitare che Sirio, Andromeda e Cristal vengano feriti.

### Saint Paradise - Battle of the 12 Temples
Gioco del 1992, i personaggi sono disegnati in stile super deformed ed il compito del giocatore sarà quello di scegliere tra Pegasus o Arles, dopodiché dovrà affrontare l'altro personaggio.

### I Cavalieri dello zodiaco - Electronic Game
Gioco del 2001 venduto in Italia dalla Giochi Preziosi, è un gioco picchiaduro in cui il giocatore manovra Pegasus o Sirio in 20 combattimenti, che vengono superati se si vincono 2 round su 3.

### I Cavalieri dello zodiaco - Il duello decisivo
Gioco del 2008 venduto in Italia dalla Giochi Preziosi, similmente al precedente è un gioco picchiaduro in cui bisognerà scegliere se interpretare Pegasus o Phoenix in una serie di combattimenti.

### Saint Seiya Galaxy Card Battle (Smartphone)
Videogioco di carte (rappresentanti scene o personaggi delle varie produzioni animate della Toei Animation serie classica anni 80 e i film animati relativi ad essa) misto a picchiaduro uscito in Giappone nell'aprile 2012 per smartphone.

### Saint Seiya Ω Ultimate Cosmo(PSP)
Saint Seiya Ω Ultimate Cosmo: videogioco Bandai sulla serie omonima uscito in autunno del 2012 per il mercato Giapponese, per console PSP. Si tratta dell'unico titolo a non essere basato sull'adattamento animato del manga originale, bensì sulla serie animata originale prodotta dalla Toei Animation nel 2012.

### Saint Seiya Cosmo Slotte(Cellulari)
Saint Seiya Cosmo Slotte: videogioco Nanco/Bandai, che mescola elementi RPG e di carte, uscito in Giappone all'inizio del 2014, per cellulari.

### Saint Seiya Legend of Sanctuary(iPhone)
Puzzle game ispirato al film in CG, I Cavalieri dello zodiaco - La leggenda del Grande Tempio. Uscito in Giappone nel corso del 2014 per iPhone.

### Saint Seiya Cosmo Fantasy
Videogioco sulla serie classica anni 80 per cellulari uscito nel gennaio 2016 per iOS e nell'aprile dello stesso anno per Android in Giappone mentre nel resto del mondo è stato reso disponibile dalla fine di novembre 2017; si tratta di un GdR dove il giocatore ha la possibilità di schierare una squadra di massimo cinque personaggi contro i nemici, che verranno affrontati automaticamente, l'intervento del giocatore sarà esclusivamente legato alla scelta delle abilità speciali da utilizzare una volta che queste saranno state caricate.

### Saint Seiya: Awakening
Realizzato da Saint Seiya Tencent nel 2017, RPG per smartphone con tutti i personaggi della serie classica anni 80, uscito nel giugno 2019.

### Saint Seiya: Galaxy Spirits
Videogioco per cellulari con tutti i personaggi della serie classica anni 80 uscito a maggio 2019 per i dispositivi Android.

### Saint Seiya Shining Soldiers
Realizzato da Bandai Namco Games, GdR per smartphone con tutti i personaggi delle varie serie animate, uscito nel febbraio 2020.

## Altri videogiochi

### Pachinko
Dei Pachinko sono stati prodotti in Giappone nel corso del 2011 per celebrare il venticinquesimo anniversario della serie. Per l'occasione molte scene della saga classica sono state rifatte a nuovo ed inserite come clip. Alla prima serie, tra il 2013 e il 2015, sono seguiti altri pachinko e pachislot contenenti come contenuti extra la saga dei Silver Saint e la saga di Poseidon. Nuovi pachislot sulla serie classica di Saint Seiya anni 80 sono usciti in Giappone nel 2017.

### Saint Seiya - Online Game
Inizialmente previsto per l'estate del 2009, un gioco online è stato realizzato da SEGA, con la registrazione della colonna sonora negli studi americani di Los Angeles. Il gioco è uscito ufficialmente nel corso del 2013.

## Altre apparizioni
I personaggi della serie classica de I Cavalieri dello zodiaco sono presenti anche nei seguenti videogiochi:
- Famicom Jump: Eiyū Retsuden (Famicom, 1989)
- Pop'n Music Animation Melody (PlayStation, Game Boy Color, 2000)
- Pop'n Music Animelo 2 (2001)
- Jump Ultimate Stars (Nintendo DS, 2006)
- J-Stars Victory Vs (PlayStation 3, 2014)[25]
- Jump Force (PlayStation 4, Xbox One e PC, 2019)[26]